# Janne Niskala
Janne Niskala, född 22 september 1981 i Västerås i Sverige, är en finländsk ishockeyspelare som spelar för Lukko Rauma i FM-ligan. Janne Niskala har finska föräldrar och flyttade till Finland när han var 1 år och är därför finsk medborgare. Han kom till Färjestad BK inför säsongen 2006/2007 från schweiziska EV Zug där han gjorde en säsong och 49 poäng på 53 matcher och slutade tvåa i den interna poängligan. Niskala har spelat fem säsonger i FM-ligan med finländska Lukko Rauma som även är hans moderklubb. 
Niskala etablerade sig under sin debutsäsong i Elitserien säsongen 2006/2007 som en av seriens bästa försvarsspelare, framförallt offensivt. Han hade rekordet för flest poäng av en back under en elitseriesäsong med 49 poäng säsongen 2006/2007, ett poäng bättre än såväl Johan Åkerman samma säsong som Pär Djoos gamla poängrekord från säsongen 1998/1999. 
Efter succésäsongen i Elitserien skrev Niskala ettårskontrakt med Nashville Predators i juni 2007. Niskala återvände till Elitserien då han den 13 november 2008 skrev kontrakt med Frölunda HC gällande till och med säsongen 2009/2010. I VM 2011 blev Niskala uttagen till landslaget. Då vann Finland sitt andra VM-guld.